# Sutra del Loto: XVIII capitolo

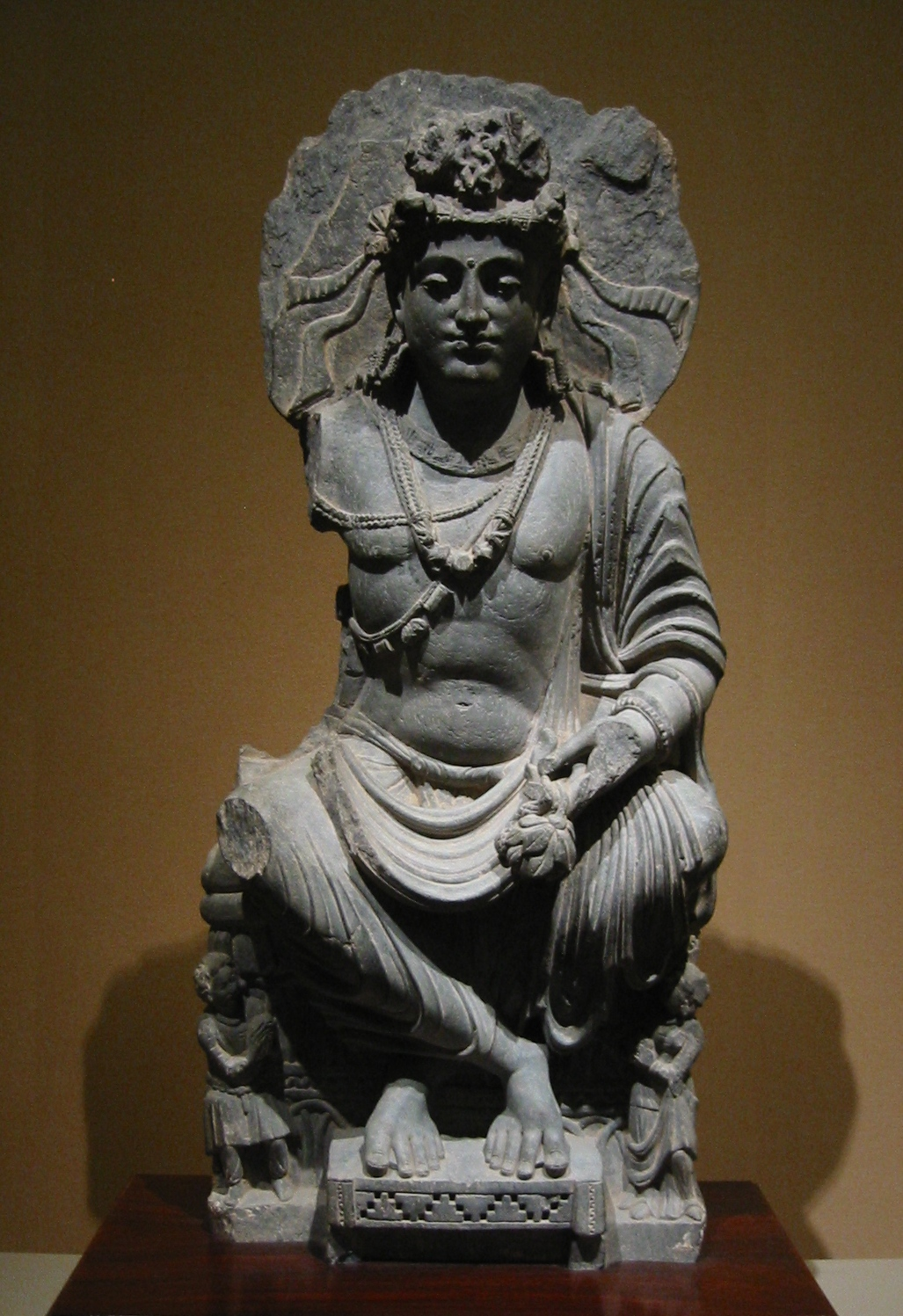
Maitreya, seduto su un trono in stile occidentale, risalente all'epoca Kushan. Gandhāra, II secolo, custodito nel Tokyo National Museum.

A questo punto il bodhisattva Maitreya chiese al Buddha Śākyamuni quali sarebbero stati i benefici per coloro, uomini e donne, che accoglieranno con gioia il Sutra del Loto.
Il Buddha Śākyamuni rispose che colui  che ascolta, dopo il parinirvāṇa del Tathāgata, il Sutra del Loto ad un'assemblea monastica e, successivamente, si reca altrove per comunicare a chiunque tale dottrina, secondo la sua capacità, e se colui che ne riceve a sua volta l'insegnamento, rispondendo con gioia, la comunicherà ad altri, e via così fino alla cinquantesima persona raggiunta dall'insegnamento del sutra, quest'ultimo discepolo del Sutra del Loto conquisterà meriti infinitamente più numerosi e superiori di chi avrà soddisfatto gli "esseri senzienti" sia materialmente e che spiritualmente anche se fino a fargli conseguire lo stato di arhat.
Non solo, meriti innumerevoli verranno conseguiti anche da coloro che si limiteranno ad invitare gli altri ad ascoltare il Dharma del Sutra del Loto, quindi ancora maggiori saranno i meriti di coloro che lo ascoltano con attenzione, mettendone in pratica i dettami.